# Chiesa della Santissima Trinità (Lucca)
La chiesa della Santissima Trinità è una chiesa di Lucca che si trova in via Elisa.

## Storia
Completata nel 1595, è ad aula unica coperta da una volta a botte, e connotata in facciata da caratteri desunti dall'Ammannati; l'edificio è del resto in relazione diretta con il prospiciente portale d'accesso a Villa Buonvisi. L'assetto interno prevedeva in origine la presenza del solo altar maggiore, al quale venne collocata la Trinità con i santi Giovanni Battista, Paolino, Sebastiano, Antonio e Caterina di Pietro Paolini. Ad un altare laterale è stata collocata la Madonna del Latte, di Matteo Civitali. Il coro delle monache si apre nella chiesa con tre arcate su colonne doriche. La decorazione iniziò nel 1595 con la Trinità affrescata nella volta da Pietro Sorri, e si concluse entro il 1721, con l'intervento di Domenico Brugieri.

## Altre immagini

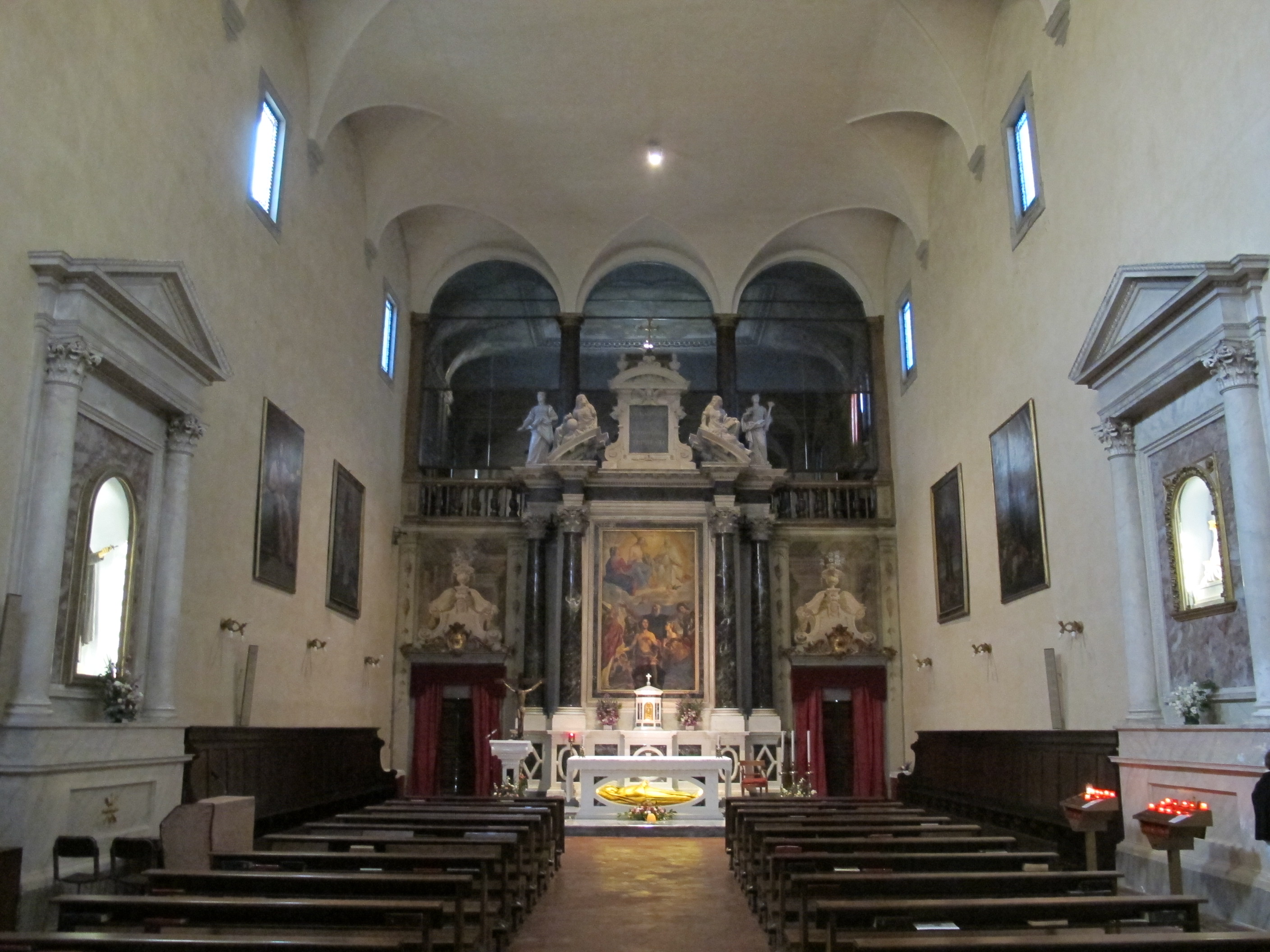
Interno
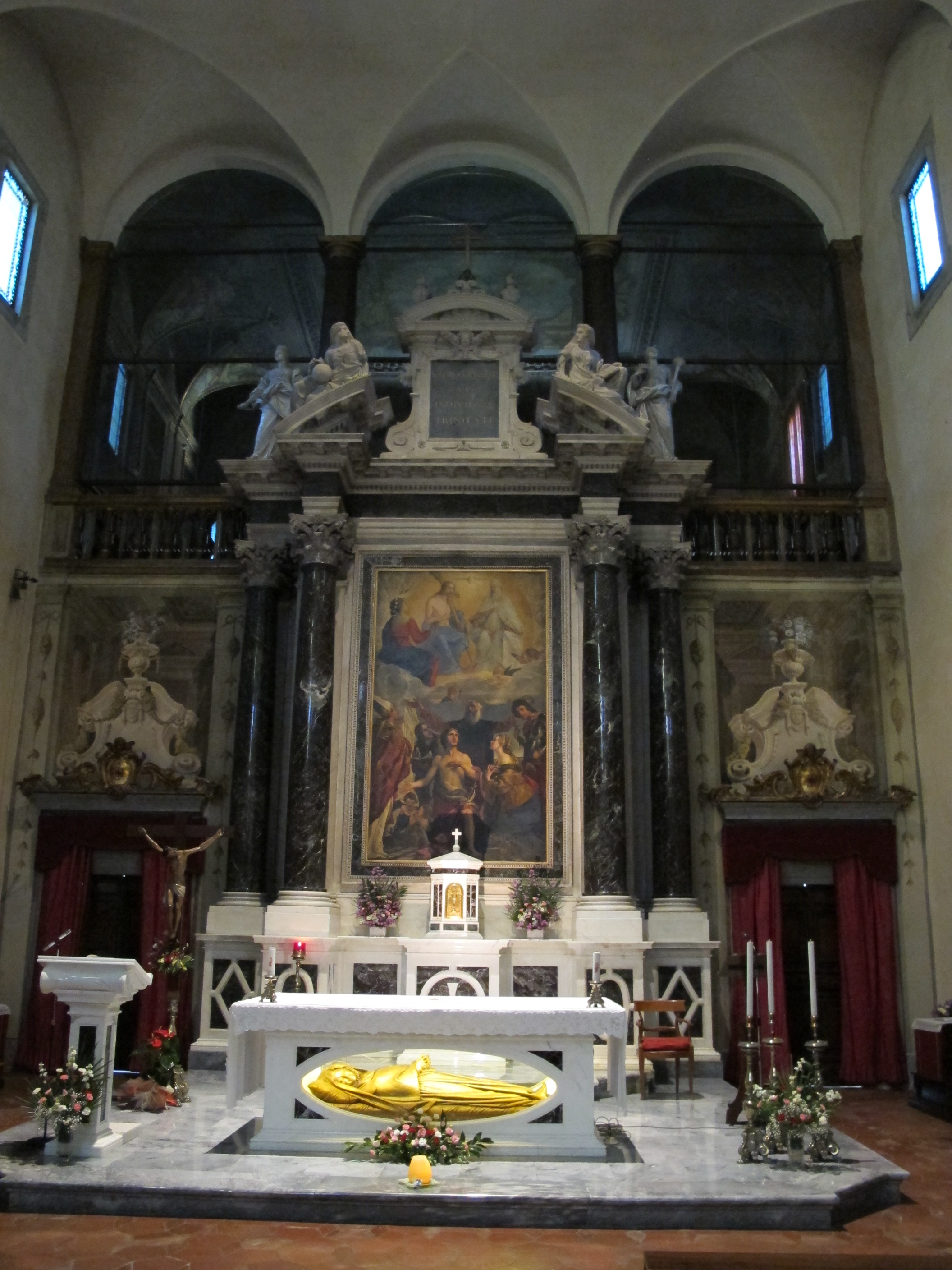
Altare
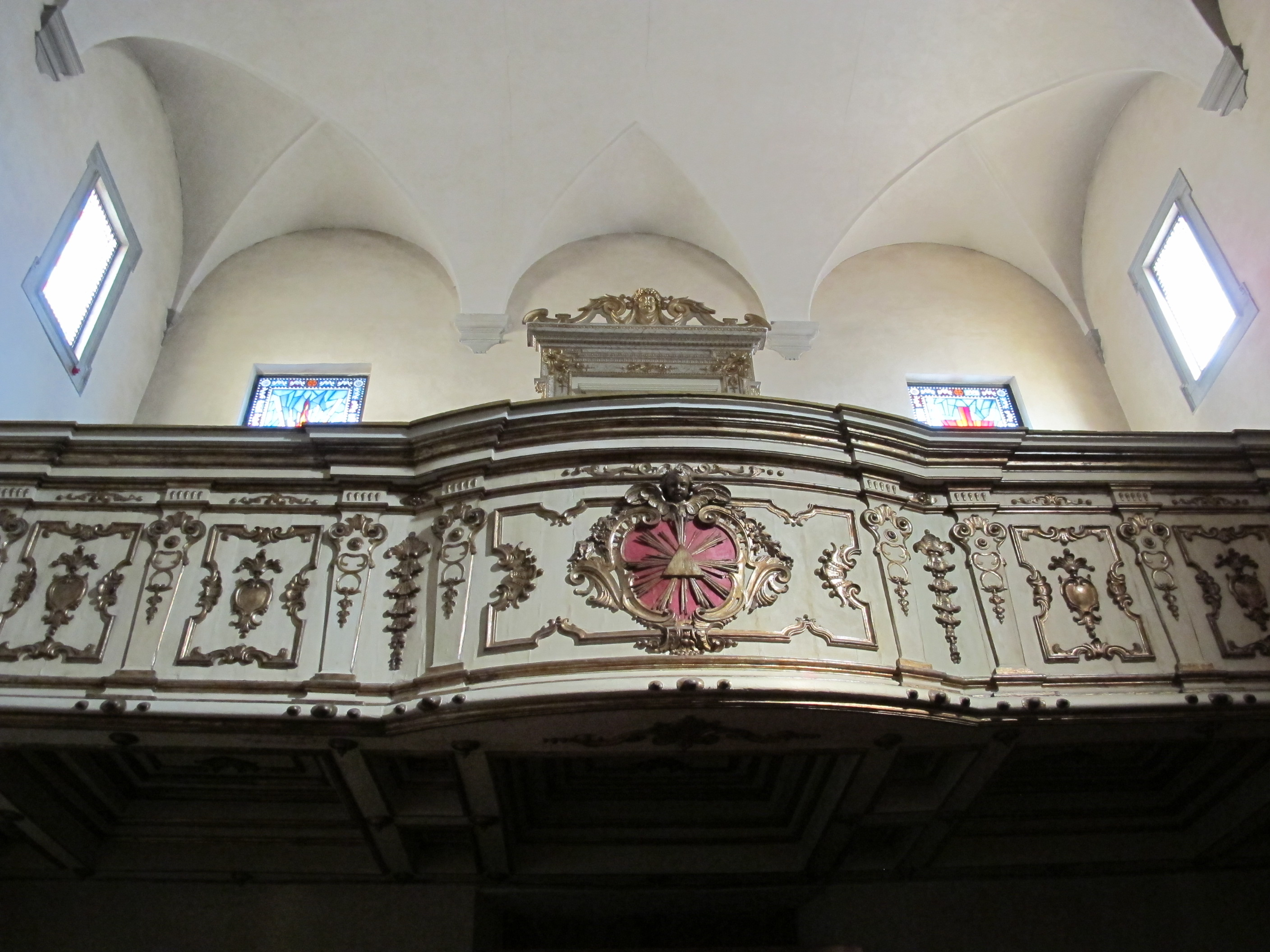
Balcone sulla controfacciata
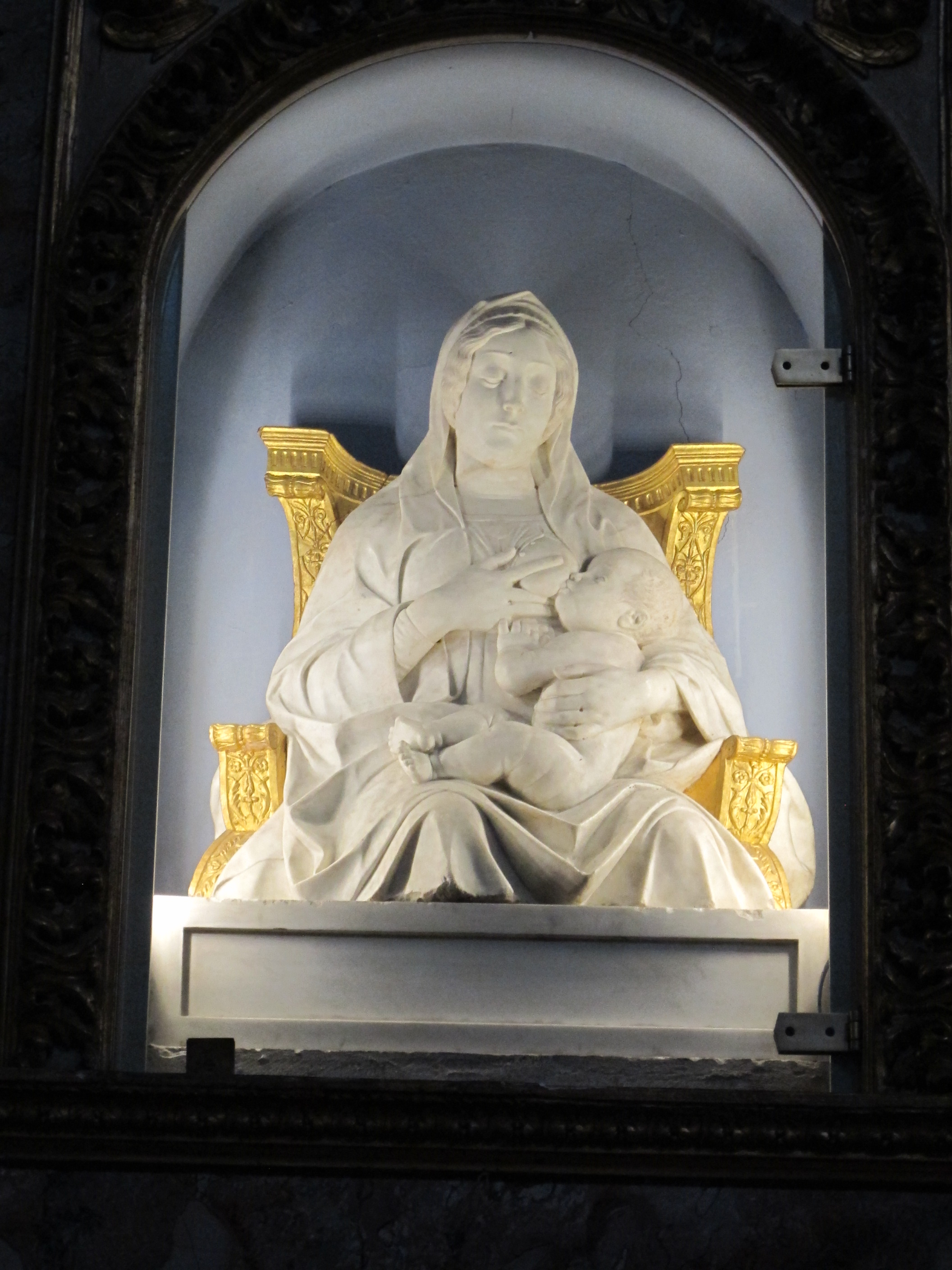
Madonna del Latte di Matteo Civitali